# 1761
1761 (MDCCLXI) var ett normalår som började en torsdag i den gregorianska kalendern och ett normalår som började en måndag i den julianska kalendern.

## Händelser

### Januari
- 14 januari – Slaget vid Panipat utkämpas.

### Februari
- 5 februari – Den svenske kanslipresidenten Anders Johan von Höpken avgår.

### April
- 10 april – Claes Ekeblad blir ny svensk kanslipresident. Hattarnas nye starke man blir Axel von Fersen d.ä. Han tar kontakt med drottningen, för att försöka dra Sverige ur sjuårskriget. Som motprestation kräver drottningen, att 1756 års riksakt skall upphävas.

### Okänt datum
- Ständerna godkänner ett utlandslån på tre miljoner riksdaler för att täcka Sverige handelsskuld.
- En strejk utbryter på gevärsfabriken i Jönköping-Huskvarna, mitt under brinnande krig, vilket ställer till en del problem.[1]
- Timmermansorden (TO) instiftas i Sverige av löjtnant George Hindrich Barfod.
- Jean-Jacques Rousseau skriver Julie, eller Den nya Heloïse.

## Födda
- 17 januari – James Hall, skotsk geolog.
- 20 november – Pius VIII, född Francesco Xaverio Castiglione, påve 1829–1830.
- 21 november – Dorothea Jordan, irländsk skådespelare.
- 7 december – Marie Tussaud, vaxskulptör.
- 27 december – Michail Barclay de Tolly, rysk fältmarskalk, krigsminister och prins.
- Anders Emanuel Müller, svensk målare.

## Avlidna

### Första kvartalet

#### Januari
- 4 januari – Stephen Hales, 83, brittisk växtfysiolog och präst.
- 10 januari – Edward Boscawen, 49, brittisk sjömilitär.
- 19 januari – Charlotte Aglaé av Orléans, 60, fransk prinsessa.
- 26 januari – Charles Louis Auguste Fouquet, hertig av Belle-Isle, 76, fransk adelsman och militär.

#### Februari
- 14 februari – Frans van Oudendorp, 64, nederländsk filolog.
- 23 februari – Hans Olofsson Ström, 78, svensk grosshandlare och bruksägare.
- 28 februari – Johan Bergenstierna, 51, svensk hovman.

#### Mars
- 2 mars – Anna Maria Christmann, 64, tysk soldat.
- 10 mars – Gustaf Abraham Piper, 68, svensk militär.
- 22 mars – Carl Carleson, 57, svensk författare och ämbetsman.
- 24 mars – Andreas Olavi Rhyzelius, 83, svensk historiker och teolog.

### Andra kvartalet

#### April
- 7 april – Gabriele Valvassori, 77, italiensk arkitekt.
- 13 april – Jeanne-Françoise de La Lande, 88, fransk hovfunktionär.
- 15 april – Archibald Campbell, 3:e hertig av Argyll, 78, skotsk politiker.
- 24 april – Anders Nordenadler, 78, svensk militär.

#### Maj
- 5 maj – Jonas Åhman, 31, svensk kompositör, organist och violinist.
- 14 maj – Thomas Simpson, 50, brittisk matematiker.
- 21 maj – Johann Jacob Mascov, 71, tysk jurist och historiker.

#### Juni

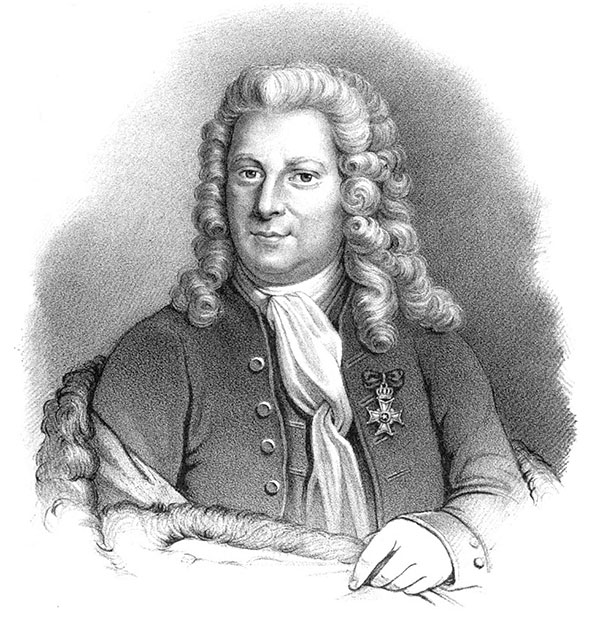
Den svenske industrialisten Jonas Alströmer avled den 2 juni, 76 år gammal.

- Den svenske industrialisten Jonas Alströmer avled den 2 juni, 76 år gammal.2 juni – Jonas Alströmer, 76, svensk industrialist.
- 4 juni – Carl von Roland, 76, svensk militär.
- 7 juni – Anders Bleckert von Nieroth, 86, svensk militär och kopparstickare.
- 17 juni – Petrus Hörberg, 77, svensk teolog.
- 29 juni – Johan Eberhard Ferber, 82, svensk botaniker och apotekare.

### Tredje kvartalet

#### Juli
- 4 juli
  - Johann Philipp Fresenius, 55, tysk teolog.
  - Samuel Richardson, 71, brittisk författare.
- 11 juli – Jonas Rudman Bergenstråhle, 71, svensk ämbetsman.
- 13 juli – Tokugawa Ieshige, 49, japansk shogun.
- 27 juli – Carl Fredric Broocman, 51, svensk topograf, historiker och författare.

#### Augusti
- 3 augusti – Johann Friedrich Adolf von Hörde zu Schönholthausen, 72, tysk präst.
- 9 augusti – Fortunato Tamburini, 78, italiensk kardinal.
- 14 augusti – Birgitte Christine Kaas, 78, norsk psalmförfattare och översättare.
- 24 augusti – Gerard Georg de Besche, 59, svensk kammarherre.

#### September
- 8 september – Bernard de Belidor, fransk ingenjör och artilleriexpert.
- 19 september – Pieter van Musschenbroek, 69, nederländsk fysiker.

### Fjärde kvartalet

#### Oktober
- 2 oktober – Kelemen Mikes, 71, ungersk författare.

#### November
- 15 november – Giovanni Poleni, 78, italiensk matematiker, fysiker och ingenjör.
- 28 november – Jacob Möhlman, 76, svensk brukspatron och boksamlare.
- 29 november – John Dollond, 55, brittisk optiker och uppfinnare.

#### December
- 7 december – Olfert Fas Fischer, 61, dansk sjömilitär och direktör för Asiatisk Kompagni.
- 25 december – Dorotea av Schleswig-Holstein-Sonderburg-Beck, 76, tysk furstinna.

### Okänt datum
- Aldegonde Jeanne Pauli, politiskt inflytelserik bankir i Österrikiska Nederländerna.

### Fotnoter
1. ↑  ”Minnen från vapensmeders, pistol- och stockmakares skrå i Jönköping och Huskvarna”. http://fredriksslekt.se/avskrifter/vapensmeder.htm. Läst 25 mars 2011.[död länk]